# Franz Wosnitza

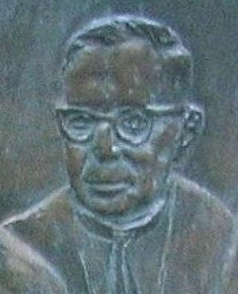
Franz Wosnitza, Porträtrelief von L. U. Englisch (Schlesier-Gedenksäule auf dem Halterner Annaberg)

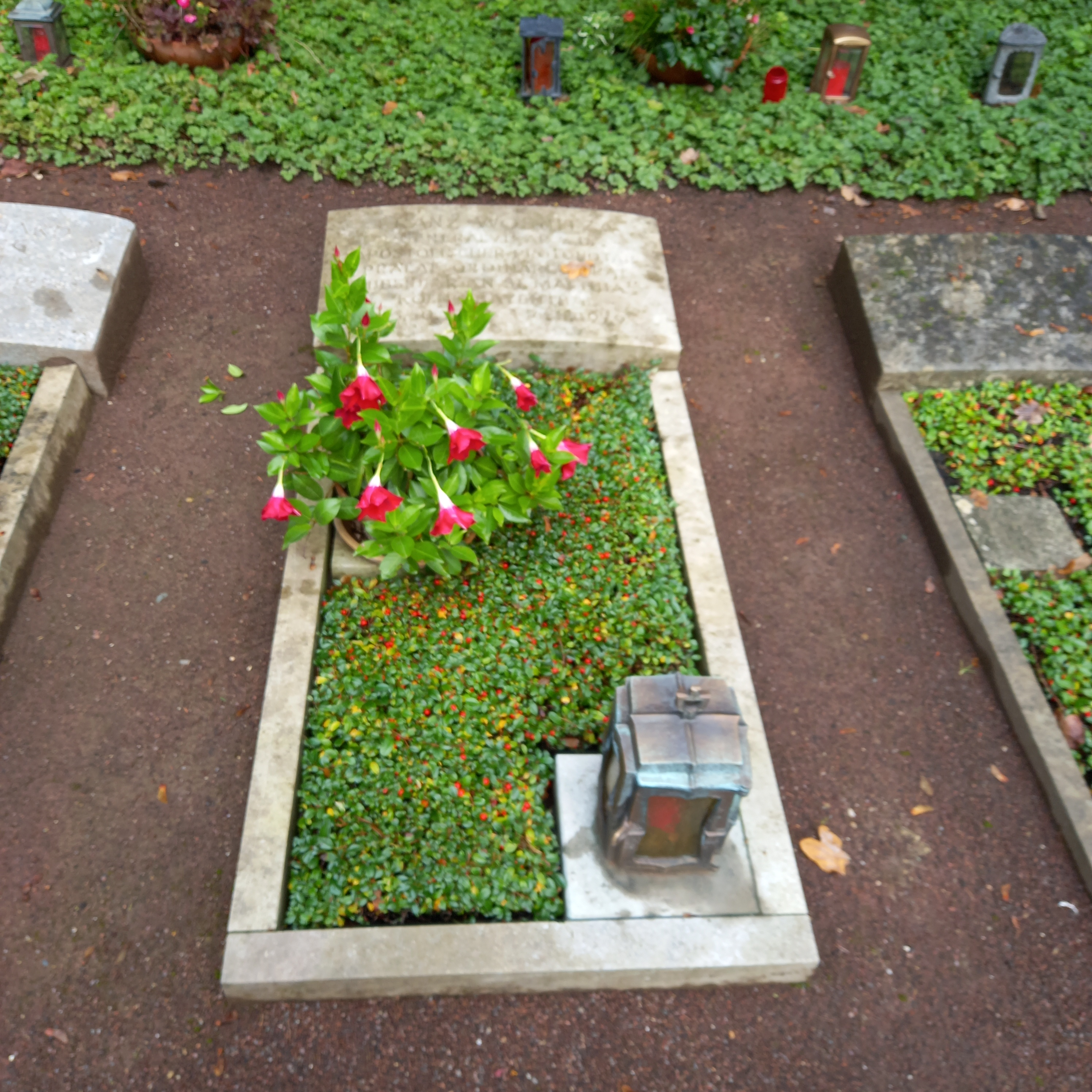
Das Grab von Franz Wosnitza auf dem Südfriedhof (Köln)

Franz Wosnitza (* 3. Oktober 1902 in Czarnowanz; † 4. November 1979 in Köln) war ein deutscher römisch-katholischer Priester und 1942–1945 Generalvikar und faktischer Administrator des Bistums Kattowitz. Der gebürtige Oberschlesier setzte sich unabhängig von den politischen Verhältnissen für Ausgleich und Versöhnung zwischen Deutschen und Polen ein.

## Leben
Wosnitza, Sohn eines Maurerpoliers, kam 1906 mit der Familie nach Königshütte, das als Folge des Ersten Weltkriegs 1921 polnisch wurde. 1922 legte er dort das Abitur ab. Anschließend studierte er Theologie in Breslau, vervollkommnete zugleich seine Polnischkenntnisse und entschied sich nach der Gründung des Bistums Kattowitz für die Zugehörigkeit zu diesem. Er beendete sein Studium in Krakau und wurde am 20. Juni 1926 in Kattowitz durch Bischof August Hlond zum Priester geweiht.
Als Kaplan an der Kattowitzer Interimskathedrale St. Peter und Paul kümmerte er sich mit großem Einsatz um die deutschsprachige Pfarrjugend. 1933 ernannte ihn Bischof Stanisław Adamski zum Diözesanpräses für die deutschsprachige Jugend und zum Schriftleiter der Kirchenzeitung Der Sonntagsbote. Im Einvernehmen mit der Bistumsleitung koordinierte er das deutschsprachige religiöse Leben durch Wallfahrten und Bildungsveranstaltungen.
Nach dem deutschen Überfall auf Polen im September 1939 ernannte Bischof Adamski unter dem Druck der neuen Machtverhältnisse im Januar 1940 den zur deutschen Volksgruppe gehörenden Franz Strzyz zum Generalvikar und Franz Wosnitza im Oktober 1940 zum Ordinariatsrat. Im Februar 1941 wurde Bischof Adamski vom Besatzungsregime ausgewiesen. Bis zum Kriegsende leitete Wosnitza, zunächst unter Strzyz, seit 1942 dann, von Adamski autorisiert, als Generalvikar das Bistum.
Unter schwierigsten Bedingungen versuchte der Zweisprachler Wosnitza, seinem seelsorgerischen Auftrag gerecht zu werden, der Separierung der Volksgruppen und der Germanisierung zu widerstehen und sich für die zahlreichen in KZs gefangenen polnischen Priester einzusetzen. Damit fand er bleibende Anerkennung bei deutschen und polnischen Schlesiern.
Als Bischof Adamski nach Kriegsende zurückkehrte, löste er Wosnitza als Generalvikar ab, behielt ihn jedoch in der Bistumsleitung und beauftragte ihn mit dem Wiederaufbau der zerstörten Kirchen. Dennoch wurde Franz Wosnitza im Juli 1946 nach Deutschland ausgewiesen.
Er war zunächst als Seelsorger in Werdohl und in Bochum tätig. 1949–1972 war er in Köln Leiter des Katholischen Siedlungsdiensts, dessen Aufgabe in den ersten Jahrzehnten die Schaffung von Wohnraum für Vertriebene und Ausgebombte war.
Franz Wosnitza blieb in Kattowitz inkardiniert und widmete sich bis an sein Lebensende, u. a. durch Herausgabe eines Rundbriefs und durch materielle Hilfen, dem Zusammenhalt und der Unterstützung der Kattowitzer Diözesanen in Deutschland und in Polen. Nach seinem Tod am 4. November 1979 wurde sein Gedächtnis sowohl in Köln wie in Kattowitz unter Beteiligung hoher Vertreter beider Diözesen und zahlreicher Gläubiger begangen.

## Ehrungen
1972 erhielt Franz Wosnitza das Große Verdienstkreuz der Bundesrepublik Deutschland. Im selben Jahr ernannte ihn Papst Paul VI. zum Apostolischen Protonotar.